# 第3回社会人野球日本選手権大会予選
第3回社会人野球日本選手権大会予選は、第3回社会人野球日本選手権大会の出場チームを決定するために行われた予選の結果をまとめたものである。（1次予選のコールド、延長のイニングは記載しない。）

## 出場枠
- 地区代表22（北海道2、東北2、関東3、中部2、東海北陸2、近畿5、中国2、四国2、九州2）

## 北海道地区
- 1回戦

札幌トヨペット　8－0　旭川鉄道管理局
王子製紙苫小牧　10－0（7回コールド）　札幌フライヤーズ
札幌鉄道管理局　4－2　小樽野球協会
- 2回戦

札幌トヨペット　0－0（延長13回日没引き分け）　新日鉄室蘭
新日鉄室蘭　6－0　札幌トヨペット
王子製紙苫小牧　4－3　大昭和製紙北海道
日産サニー札幌　4－4（延長12回日没引き分け）　札幌鉄道管理局
札幌鉄道管理局　3－1　日産サニー札幌
北海道拓殖銀行　18－0（7回コールド）　函館太洋倶楽部
- 代表決定戦

新日鉄室蘭　12－1　王子製紙苫小牧
北海道拓殖銀行　2－0　札幌鉄道管理局
新日鉄室蘭、北海道拓殖銀行が本戦出場

## 東北地区

### 青森県1次予選
- 1回戦

きものセンター　3－1　オール青森
三菱製紙八戸　5－1　自衛隊青森
- 敗者復活戦

自衛隊青森　4－2　オール青森
- 準決勝

きものセンター　8－4　三菱製紙八戸
八戸市水道部　2－1　自衛隊青森
- 代表決定戦

八戸市水道部　5－1　きものセンター
八戸市水道部が東北2次予選に進出

### 岩手県1次予選
- 1回戦

水沢駒形野球倶楽部　8－6　オール不来方
新日鉄釜石　（不戦勝）　アイワ
全久慈　3－2　東京製綱
盛岡鉄道管理局　8－3　一関ユニオン
釜石信金　8－1　オール江刺
岩手銀行　16－1　オール軽米
オール釜石　4－3　小野田セメント
- 準々決勝

新日鉄釜石　（不戦勝）　水沢駒形野球倶楽部
盛岡鉄道管理局　（不戦勝）　全久慈
岩手銀行　3－1　釜石信金
オール釜石　3－2　一関三星クラブ
- 準決勝

盛岡鉄道管理局　1－0　新日鉄釜石
岩手銀行　2－0　オール釜石
- 代表決定戦

盛岡鉄道管理局　3－0　岩手銀行
盛岡鉄道管理局が東北2次予選に進出

### 秋田県1次予選
- 1回戦

秋田銀行　6－4　国鉄秋田
東北肥料　4－1　秋田経大校友クラブ
- 準決勝

秋田銀行　8－2　秋田相互銀行
TDK　3－2　東北肥料
- 代表決定戦

TDK　5－4　秋田銀行
TDKが東北2次予選に進出

### 宮城県1次予選
- 1回戦

仙台鉄道管理局　6－1　亘理クラブ
仙商クラブ　3－1　石巻ハリケーン
五ツ橋クラブ　（不戦勝）　青葉クラブ
- 準決勝

仙台鉄道管理局　7－0　オノヤクラブ
仙商クラブ　5－4　五ツ橋クラブ
- 代表決定戦

仙台鉄道管理局　1－0　仙商クラブ
仙台鉄道管理局が東北2次予選に進出

### 山形県1次予選
- 1回戦

鶴岡ヤンガース　11－6　日大山形OB
- 代表決定戦

山形相互銀行　3－0　鶴岡ヤンガース
山形相互銀行が東北2次予選に進出

### 福島県1次予選
- 1回戦

飯塚病院クラブ　6－2　二本松クラブ
ニュー相馬　13－3　塙クラブ
小名浜クラブ　5－2　自衛隊福島
須賀川クラブ　7－3　オール常交
SGクラブ　10－8　学石OBクラブ
ヨークベニマル　3－2　いわきクラブ
保原クラブ　7－6　全白河
- 2回戦

福島クラブ　3－2　飯塚病院クラブ
ニュー相馬　6－3　小名浜クラブ
須賀川クラブ　6－5　SGクラブ
保原クラブ　4－2　ヨークベニマル
- 代表決定戦

福島クラブ　4－2　ニュー相馬
保原クラブ　6－2　須賀川クラブ
福島クラブ、保原クラブが東北2次予選に進出

### 東北2次予選
- 1回戦

仙台鉄道管理局　2－0　山形相互銀行
保原クラブ　6－5　盛岡鉄道管理局
八戸市水道部　5－0　福島クラブ
- 準決勝（代表決定戦）

仙台鉄道管理局　6－2　保原クラブ
TDK　4－1　八戸市水道部
- 決勝

TDK　2x－1（延長10回）　仙台鉄道管理局
TDK、仙台鉄道管理局が本戦出場

## 関東地区

### 茨城県1次予選
- 1回戦

住友金属鹿島　13－3　水戸鉄道管理局
日立製作所　8－0　東日本薬品
- 代表決定戦

住友金属鹿島　11－5　日立製作所
住友金属鹿島が関東2次予選に進出

### 群馬県1次予選
- 1回戦

高崎鉄道管理局　7－0　全前橋
伊勢崎レッドソックス　3－2　オール太田
- 準決勝

高崎鉄道管理局　10－4　伊勢崎レッドソックス
- 代表決定戦

富士重工業　6－1　高崎鉄道管理局
富士重工業が関東2次予選に進出

### 埼玉県1次予選
- 1回戦

日産ディーゼル　7－6　全大宮
日本通運　1－0　エーザイ
本田技研　2－0　全浦和
- 準決勝

日産ディーゼル　10－3　飯能高クラブ
日本通運　4－3　本田技研
- 代表決定戦

日本通運　8－1　日産ディーゼル
日本通運が関東2次予選に進出

### 千葉県1次予選
- 1回戦

三井造船千葉　8－7　千葉鉄道管理局
- 準決勝

三井造船千葉　2－1　川崎製鉄千葉
新日鉄君津　14－0　SLクラブ
- 代表決定戦

三井造船千葉　3－1　新日鉄君津
三井造船千葉が関東2次予選に進出

### 東京都1次予選
- 1回戦

熊谷組　4－0　リッカー
明治生命　2－0　鷺宮製作所
東京鉄道管理局　3－0　朝日生命
東京ガス　7－0　オール北斗
- 準決勝（代表決定戦）

熊谷組　4－2　明治生命
東京ガス　4－2　東京鉄道管理局
- 決勝

熊谷組　6－5　東京ガス
熊谷組、東京ガスが関東2次予選に進出

### 多摩地区1次予選
- 代表決定リーグ戦

スリーボンド　8－4　全調布
東芝府中　7－2　全調布
東芝府中　5－1　スリーボンド
東芝府中が関東2次予選に進出

### 神奈川県1次予選
- 1回戦

東芝　5－2　日産自動車
日本石油　6－2　三菱自動車川崎
三菱重工横浜　4－1　キャタピラー三菱
日本鋼管　4－0　いすゞ自動車
- 準決勝（代表決定戦）

東芝　3－2　日本石油
日本鋼管　12－0　三菱重工横浜
- 決勝

日本鋼管　3－2　東芝
日本鋼管、東芝が関東2次予選に進出

### 関東2次予選
全足利クラブ（栃木県）も出場
- 1回戦

日本通運　10－0（7回コールド）　全足利クラブ
富士重工業　7－1　三井造船千葉
- 2回戦

東芝　2－1　日本通運
住友金属鹿島　5－2　熊谷組
日本鋼管　10－1　富士重工業
東京ガス　5－3　東芝府中
- 準決勝（代表決定戦）

住友金属鹿島　2－1　東芝
東京ガス　2－0　日本鋼管
- 3位決定戦（代表決定戦）

日本鋼管　11－4　東芝
- 決勝

東京ガス　7－0　住友金属鹿島
東京ガス、住友金属鹿島、日本鋼管が本戦出場

## 中部地区（新潟、富山、長野、山梨、静岡）

### 山梨県1次予選
- 1回戦

オール櫛形　5－2　山梨クラブ
- 代表決定戦

山梨球友クラブ　5－1　オール櫛形
全山梨市が中部2次予選に進出

### 新潟県1次予選
- 1回戦

国鉄新潟　7－0　新潟クラブ
新津クラブ　4－2　ニチエー
平和クラブ　（不戦勝）　長岡クラブ
オール東　7－6　信濃クラブ
全飯豊　7－6　白根野球団
- 準々決勝

国鉄新潟　（不戦勝）　長商クラブ
新潟コンマーシャル倶楽部　8－3　新津クラブ
小千谷倶楽部　8－7　平和クラブ
全飯豊　5－3　オール東
- 準決勝

国鉄新潟　（不戦勝）　新潟コンマーシャル倶楽部
全飯豊　5－3　小千谷クラブ
- 代表決定戦

国鉄新潟　5－1　全飯豊
国鉄新潟が中部2次予選に進出

### 静岡県1次予選
- 1回戦（代表決定戦）

大昭和製紙　2－0　吉原商工クラブ
河合楽器　7－0　清豊クラブ
駿河クラブ　5－4　富士クラブ
- 準決勝

日本楽器　2－0　大昭和製紙
河合楽器　4－0　駿河クラブ
- 決勝

日本楽器　3－1　河合楽器
日本楽器、河合楽器、大昭和製紙、駿河クラブが中部2次予選に進出

### 富山県1次予選
- 代表決定戦（3回戦制）

電電富山　2－1　北陸銀行
北陸銀行　7－2　電電富山
北陸銀行　11－0　電電富山
北陸銀行が中部2次予選に進出

### 中部2次予選
三協精機（長野県）も出場
- 1回戦

三協精機　9－0　駿河クラブ
河合楽器　9－0　山梨球友クラブ
日本楽器　13－1　北陸銀行
大昭和製紙　6－1　国鉄新潟
- 準決勝（代表決定戦）

三協精機　2－1　河合楽器
日本楽器　2－1　大昭和製紙
- 決勝

日本楽器　6－3　三協精機
日本楽器、三協精機が本戦出場

## 東海北陸地区（愛知、岐阜、三重、石川、福井）
- 1回戦

三菱名古屋　7－0（7回コールド）　日産サニー愛知
愛知トヨタ　7－1　名古屋日産
名古屋鉄道管理局　4－3　東邦ガス
西濃運輸　7－2　王子製紙春日井
日通名古屋　7－2　サンジルシ醸造
新日鉄名古屋　7－1　東海理化
丹羽鉦電機　6－4　トヨタ自動車
本田技研鈴鹿　3x－2（延長12回）　西川物産
- 2回戦

三菱名古屋　10－7　愛知トヨタ
西濃運輸　4－1　名古屋鉄道管理局
新日鉄名古屋　4－0　日通名古屋
本田技研鈴鹿　3－1　丹羽鉦電機
- 代表決定戦

西濃運輸　2－1　三菱名古屋
新日鉄名古屋　3－2　本田技研鈴鹿
西濃運輸、新日鉄名古屋が本戦出場

## 近畿地区

### 滋賀県1次予選
- 代表決定戦

東レ　2－0　全大津
東レが中部2次予選に進出

### 京都府1次予選
- 1回戦

大丸　3－0　京都信用金庫
第一紙行　3－2　高島屋京都
日本新薬　16－0　北桑クラブ
洛友クラブ　4－3　キョートビルクラブ
三菱自動車京都　13－2　山田静
丸勝　8－1　西京クラブ
辻和　5－4　京都市役所
- 準々決勝（代表決定戦）

大丸　11－0　第一紙行
日本新薬　7－0　洛友クラブ
三菱自動車京都　4－0　丸勝
ユニチカ　4－0　辻和
- 準決勝

日本新薬　3－2　大丸
三菱自動車京都　5－2　ユニチカ
- 決勝

三菱自動車京都　1－0　日本新薬
三菱自動車京都、日本新薬、大丸、ユニチカが近畿2次予選に進出

### 大阪府1次予選
- 1回戦

住友銀行　4－3　大和銀行
全三和銀行　9－0　日立造船堺
大阪高島屋　5－0　旭化成大阪
- 準々決勝（代表決定戦）

日本生命　9－0　住友銀行
新日鉄堺　17－0　大阪ペーシェンスクラブ
全三和銀行　3－2　デュプロ
松下電器　2－1　大阪高島屋
- 準決勝

日本生命　5－4　新日鉄堺
松下電器　8－0　全三和銀行
- 決勝

日本生命　1－0　松下電器
- 敗者復活1回戦

住友銀行　4－0　大阪ペーシェンスクラブ
デュプロ　6－0　大阪高島屋
- 第五代表決定戦

デュプロ　3－0　住友銀行
日本生命、松下電器、全三和銀行、新日鉄堺、デュプロが近畿2次予選に進出

### 兵庫県1次予選
- 1回戦（代表決定戦）

鐘淵化学　4－3　川崎製鉄神戸
新日鉄広畑　4－1　神戸製鋼
小西酒造　8－5　川崎重工
三菱重工神戸　3－0　石川島播磨重工業
- 準決勝

鐘淵化学　4－3　新日鉄広畑
三菱重工神戸　2－1　小西酒造
- 決勝

三菱重工神戸　4－2　鐘淵化学
三菱重工神戸、鐘淵化学、新日鉄広畑、小西酒造、神戸製鋼が近畿2次予選に進出

### 近畿2次予選
住友金属（和歌山県）も出場
- 1回戦

松下電器　5－0（延長10回）　東レ
新日鉄広畑　2－1　日本新薬
デュプロ　6－0　鐘淵化学
大丸　2－1　日本生命
小西酒造　5－2　住友金属
三菱自動車京都　4－2　全三和銀行
神戸製鋼　2－1（延長13回）　新日鉄堺
三菱重工神戸　5－0　ユニチカ
- 代表決定戦

松下電器　4－1　新日鉄広畑
大丸　1－0　デュプロ
三菱自動車京都　1－0　小西酒造
神戸製鋼　2－0　三菱重工神戸
- 敗者復活戦

新日鉄広畑　2－0　デュプロ
三菱重工神戸　3－1　小西酒造
- 敗者復活代表決定戦

三菱重工神戸　1－0　新日鉄広畑
松下電器、大丸、三菱自動車京都、神戸製鋼、三菱重工神戸が本戦出場

## 中国地区

### 岡山県1次予選
- 代表決定リーグ戦

三井造船玉野　2－1　川崎製鉄水島
三菱自動車水島　6－3　川崎製鉄水島
三井造船玉野　10－2　三菱自動車水島
三井造船玉野が中国2次予選に進出

### 広島県1次予選
- 1回戦（代表決定戦）

広島マツダ　3－1　山本鋼材
日本鋼管福山　1－0　東洋工業
三菱重工三原　9－0　国鉄広島
三菱重工広島　3－2　常石鉄工
- 準決勝

日本鋼管福山　5－0　広島マツダ
三菱重工三原　2－0　三菱重工広島
- 決勝

三菱重工三原　2－1　日本鋼管福山
三菱重工三原、日本鋼管福山、広島マツダ、三菱重工広島が中国2次予選に進出

### 山口県1次予選
- リーグ戦

田辺製薬　11－1　航空自衛隊防府
新日鉄光　3－1　東洋紡
新日鉄光　14－0　航空自衛隊防府
協和発酵　5－0　田辺製薬
田辺製薬　2－1　東洋紡
協和発酵　15－1　航空自衛隊防府
協和発酵　2－0　東洋紡
新日鉄光　7－6　田辺製薬
新日鉄光　9－1　協和発酵
新日鉄光、協和発酵、田辺製薬が中国2次予選に進出

### 中国2次予選
- 1回戦

日本鋼管福山　3－0　田辺製薬
協和発酵　6－1　三菱重工三原
新日鉄光　6－0　三菱重工広島
広島マツダ　2x－1　三井造船玉野
- 代表決定戦

協和発酵　9－3　日本鋼管福山
新日鉄光　3－0　広島マツダ
協和発酵、新日鉄光が本戦出場

## 四国地区
- 1回戦

国鉄四国　8－1（7回コールド）　徳島野球倶楽部
大倉工業　21－0（7回コールド）　大林自動車
愛媛相互銀行　8－1（8回コールド）　阿波銀行
四国銀行　5－3　丸善石油
- 準決勝（代表決定戦）

大倉工業　6x－5　国鉄四国
愛媛相互銀行　4－0　四国銀行
- 3位決定戦

国鉄四国　5－1　四国銀行
- 決勝

大倉工業　1x－0（延長12回）　愛媛相互銀行
大倉工業、愛媛相互銀行が本戦出場

## 九州地区
- 1回戦

新日鉄八幡　3－0　熊本鉄道管理局
日鉱佐賀関　5－3（延長11回）　鹿児島鉄道管理局
- 2回戦

九州産交　6－0　新日鉄八幡
三菱重工長崎　6－0　大分鉄道管理局
門司鉄道管理局　6－1　新日鉄大分
日鉱佐賀関　7－0（7回コールド）　日立造船有明
- 準決勝（代表決定戦）

九州産交　7－2　三菱重工長崎
日鉱佐賀関　2－1　門司鉄道管理局
- 決勝

九州産交　2x－1（延長14回）　日鉱佐賀関
九州産交、日鉱佐賀関が本戦出場